# 벨페고르
벨페고르(히브리어: בַּעַל-פְּעוֹר, '틈의 제왕')는 크리스트교에서의 칠죄종에 비견하는 악마 가운데 하나이다. "나태" "호색"을 맡는 악마로 여겨진다. 베엘페고르(Beelphegor)라고도 한다.

## 고대신으로서의 벨페고르
베르페고르는 고대 모압에서 우러러진 신 바알 페올(Baal peor בַעַל-פְּעוֹר)을 전신으로 한다. 이 이름은 아마 "페올산의 주신"을 의미한다. 이 바알이라는 이름이 단비와 풍양의 신인 바알을 가리키는지, 단지 일반 명사로서의 "주신"이라는 의미인가는 불명. 또 "페올"은 갈라진 곳이라고 하는 의미로, 이 신에 바치기 위해서 산의 바위의 갈라진 곳에 공물을 넣고 있었다는 해석도 있다.
이 고대신이 크리스트교의 침투와 함께 일신교에 근거하는 성서 세계에서 비소화되어 악마로 여겨져 갔던 것이다.

## 크리스트교 세계에서의 벨페고르

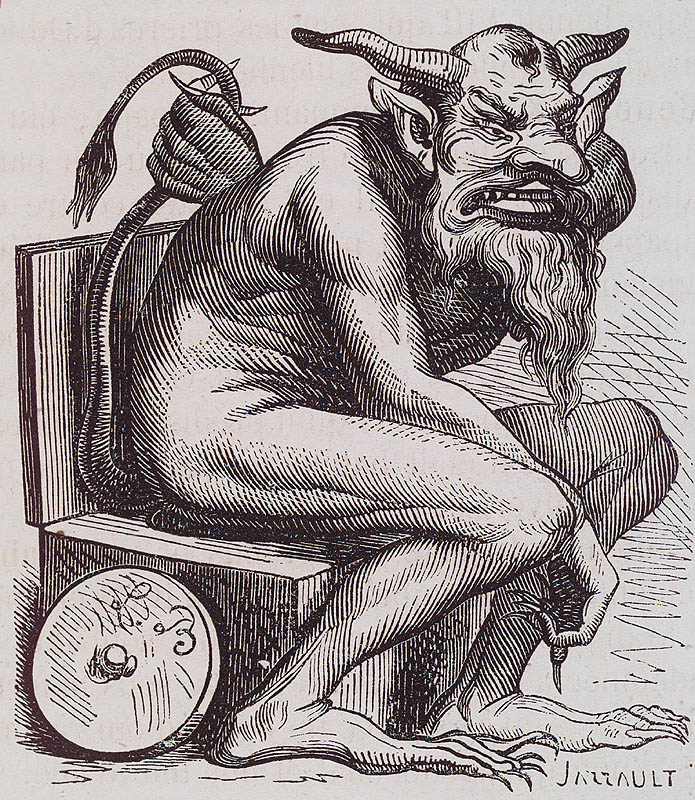
코란 드 프란시 저 "지옥의 사전"에서의 초상화

구약 성서 "민수기" 제25장에 의하면, 이스라엘의 백성이 모세에 이끌려 가나안의 땅에 들어가기 전에 모아브의 땅을 방문했다. 모아브의 아가씨들은 바알 페올에 공희를 바칠 때에 이스라엘의 백성도 불러, 바알 페올을 시작으로 하는 스스로의 신들을 예배시켜, 식사를 함께 했다. 이스라엘의 신 야훼는 이것에 격노, 참가한 사람들을 사형에 곳스나름 모세에 명하게 했지만, 그런데도 분노는 들어가지 않고, 역병을 가져와 24000의 사람들의 생명을 빼앗았다고 한다.
구약 성서에서 이 재해는 "페올의 사건" 등으로 불린다.
후의 악마학에서는, 벨페고르는 나태의 죄를 맡아, 또 점성술에서 나태의 별로 여겨지는 금성의 악마로 여겨진다.
벨페고르는 일반적으로는 소의 꼬리에 말이야 초조해진 2개의 모퉁이, 턱에는 자를 저축한 추악한 모습으로, 침실의 안쪽에서 서양식 변소(옆에 변기의 뚜껑을 기대어 세워놓아 있다)에 앉은 모습으로 알려진다. 그러나 이것은 코란 드 프란시의 "지옥의 사전"에 수록된 삽화가 초출이며, 꽤 새로운 이미지라고 할 수 있다.
또, 그것과는 별도로 요염한 미녀로서 그려지기도 하지만, 이것은 페올의 사건을 이미지 한 것일 것이다.

## 영상세계에서의 벨페고르
프랑스에서는 "루브르 미술관을 한밤중에 걸어 다니는 괴물"이라는 도시 전설의 캐릭터로서 인기가 있어, 이것을 깔개에 1927년에 안츄르 베르넷드에 의한 추리완성의 소설이 신문에서 연재되었을 정도이다. 또, 이 해에는 이 소설의 앙리 데폰테이누 감독에 의한 영화화도 되어 그 후도 텔레비전 드라마나 재상영화화마다, 프랑스에서는 대히트하고 있다. 또한 신비아파트: 고스트볼 더블 X 6개의 예언에서 나온다.